# Магнітна лінза

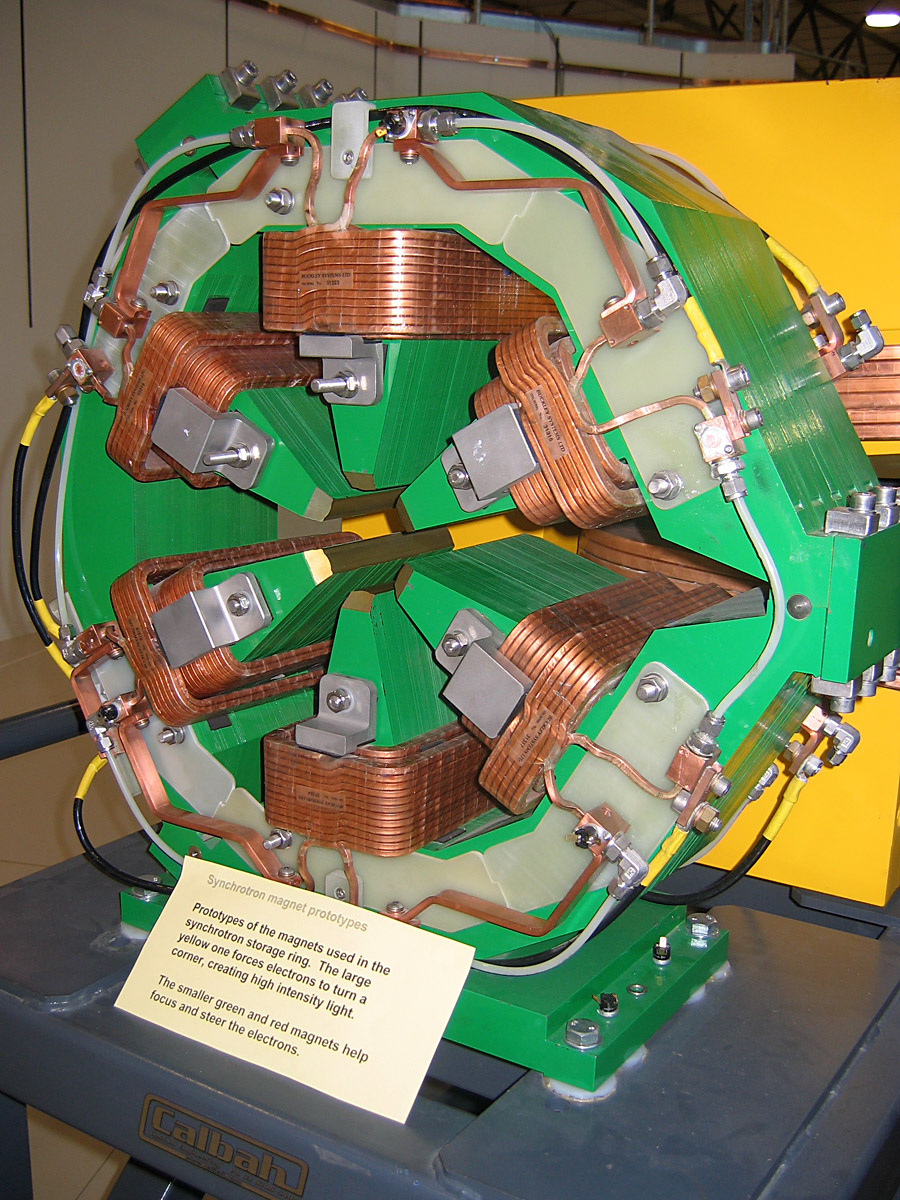
Секступольний електромагніт накопичувального кільця Австралійського циклотрона

Магнітна лінза — пристрій для управління пучком заряджених частинок, у якому для фокусування використовується сила Лоренца. Магнітні лінзи застосовуються в електронно-променевих системах: електроннопроменевих трубках, електронних мікроскопах, прискорювачах заряджених частинок тощо. 
Зазвичай для фокусування пучка заряджених частинок використовуються квадрупольні або секступольні конфігурації електромагнітів. Дія магнітного поля в таких системах тим сильніша, чим більше частинка відходить від осі. При цьому через особливості сили Лоренца щодо одних площин відбувається фокусування, а щодо інших - дефокусування. Фокусування всього пучка можна досягти за допомогою каскаду з двох або більше таких лінз.  